# Glasgow, Missouri
Glasgow är en ort i Chariton County, och Howard County i Missouri. Orten har fått sitt namn efter en av grundarna, köpmannen James Glasgow.